# К'єза-ін-Вальмаленко
К'єза-ін-Вальмаленко (італ. Chiesa in Valmalenco) — муніципалітет в Італії, у регіоні Ломбардія,  провінція Сондріо.
К'єза-ін-Вальмаленко розташовані на відстані близько 530 км на північний захід від Рима, 105 км на північний схід від Мілана, 12 км на північ від Сондріо.
Населення — 2539 осіб (2014).

## Демографія
Населення за роками:

Станом на 1 січня 2023 року в муніципалітеті офіційно проживало 38 іноземців з 14 країн, серед них 10 громадян країн Євросоюзу та 2 громадяни України.

## Сусідні муніципалітети
- Бульйо-ін-Монте
- Касподжо
- Ланцада
- Сільс-ім-Енгадінсегль
- Стампа
- Торре-ді-Санта-Марія
- Валь-Мазіно